# Sundasciurus samarensis
Sundasciurus samarensis es una especie de roedor de la familia Sciuridae.

## Distribución geográfica
Es  endémica de las islas de Sámar y Leyte (Filipinas).

## Hábitat
Su hábitat natural son: zonas tropicales o subtropicales, de bosques áridos.

## Estado de conservación
Se encuentra amenazada de extinción por la pérdida de su hábitat natural.